# Hypnum saitoi
Hypnum saitoi är en bladmossart som beskrevs av Hisatsugu Ando 1982. Hypnum saitoi ingår i släktet flätmossor, och familjen Hypnaceae. Inga underarter finns listade i Catalogue of Life.